# Livinallongo del Col di Lana
Livinallongo del Col di Lana (ladí Fodom, alemany Buchenstein) és un municipi italià, dins de la província de Belluno. És un dels municipis de la vall de Fodom (Ladínia). L'any 2007 tenia 1.443 habitants. Limita amb els municipis de Badia, Canazei, Colle Santa Lucia, Cortina d'Ampezzo, Corvara i Rocca Pietore.

## Divisió administrativa
Es divideix en 17 fraccions:
| Fracció               | Nom ladí         | Habitants | Altitud     | Nota                                |
| --------------------- | ---------------- | --------- | ----------- | ----------------------------------- |
| Andraz                | Andrać           | 84        | 1.414       |                                     |
| Arabba                | Rèba             | 275       | 1.601       | seu del centre meteorològic d'Arpav |
| Castello              | Ciastèl          | 9         | 1.747       | S'hi troba el Castell d'Andraz      |
| Cherz                 | Chierz           | 51        | 1.651       |                                     |
| Contrin               | Contrin          | 18        | 1.697       |                                     |
| Corte                 | Court            | 33        | 1.601       |                                     |
| Davedino              | Davedin          | 7         | 1.550       |                                     |
| Larzonei              | Larcionèi        | 20        | 1.577       |                                     |
| Ornella               | Ornela           | 67        | 1.485       |                                     |
| Palla-Agai            | Pala-Daghè       | 17        | 1.676-1.723 |                                     |
| Pieve di Livinallongo | La Plié da Fodóm | 245       | 1.475       | seu comunal                         |
| Salesei               | Salejei          | 133       | 1.400       |                                     |
| Soraruaz              | Souraruać        |           |             |                                     |
| Vallazza              | Valacia          |           |             |                                     |
| Varda                 | Vèrda            | 38        | 1.689       |                                     |
| Visinè di Là          | Visiné de Là     |           |             |                                     |
| Visinè di Qua         | Visiné de qua    |           |             |                                     |

## Administració

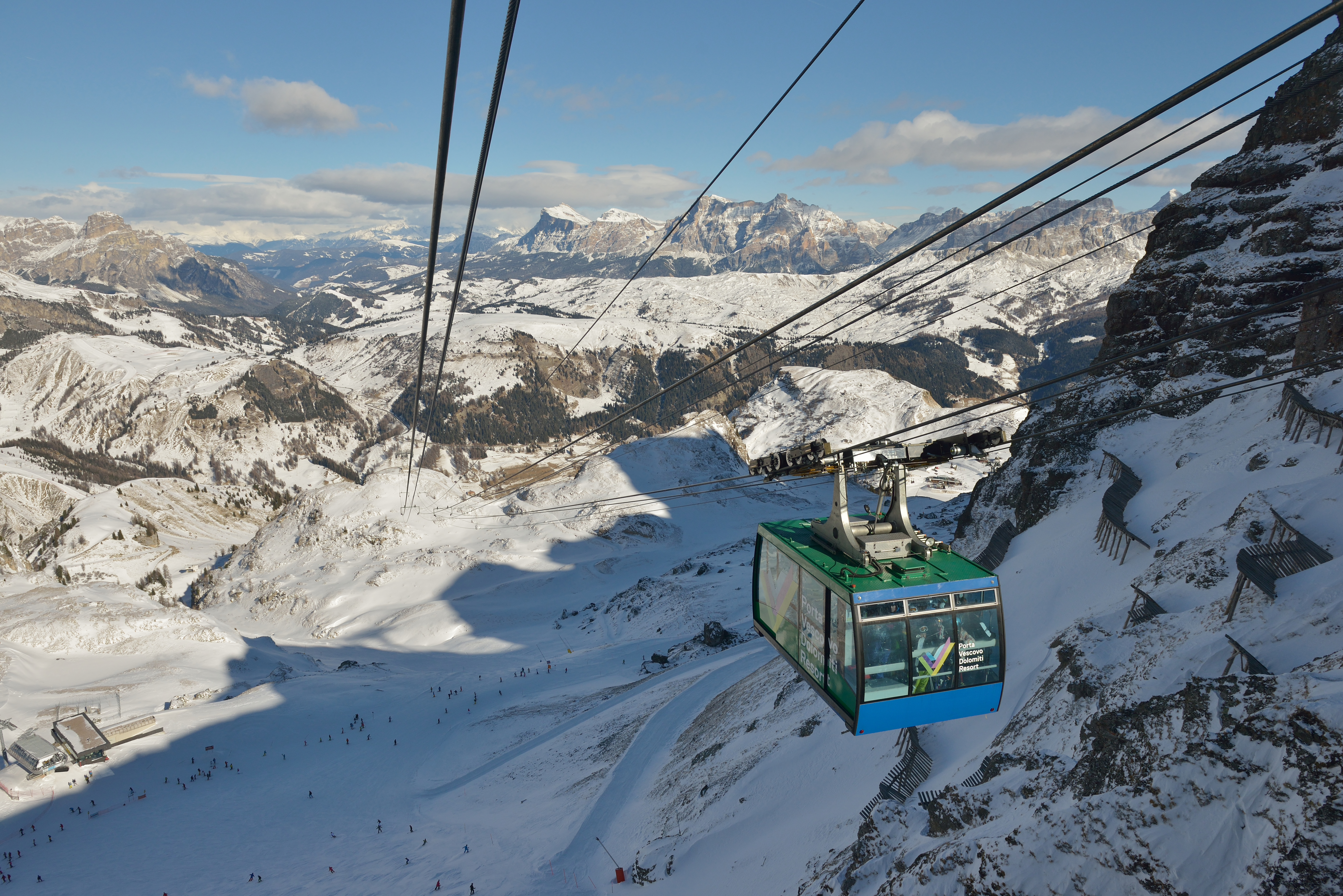
Vista de la regió alpina des del Funifor Arabba Porta Vescovo.

| Període | Identitat     | Partit        |
| ------- | ------------- | ------------- |
| 2004-   | Gianni Pezzei | Llista cívica |